# Вільям Сент-Джордж Наджент, 10-й граф Вестміт

Герб графів Вестміт.

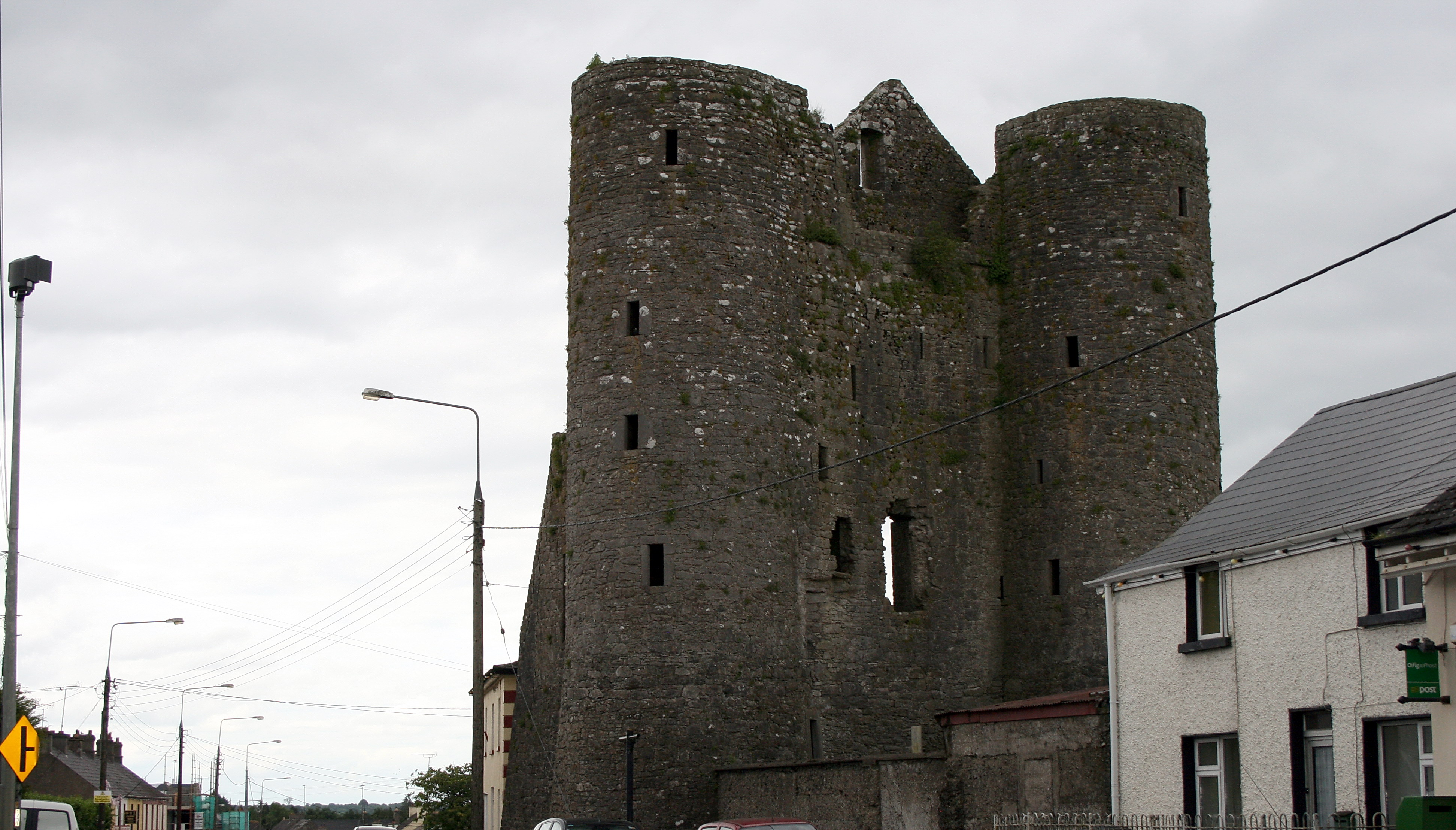
Замок Наджент.

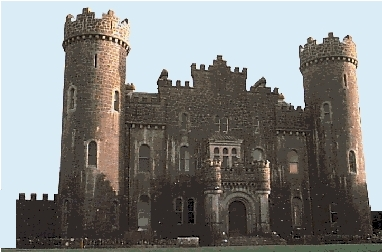
Замок Клонін (Делвін).

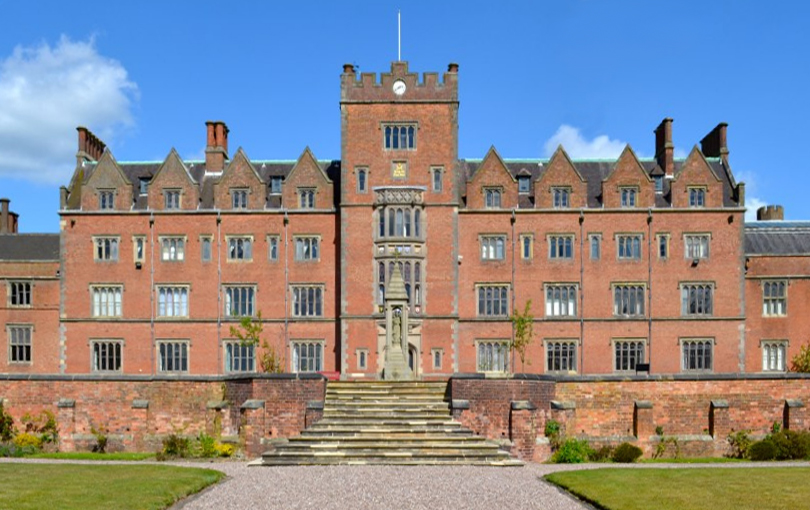
Оскотт коледж.

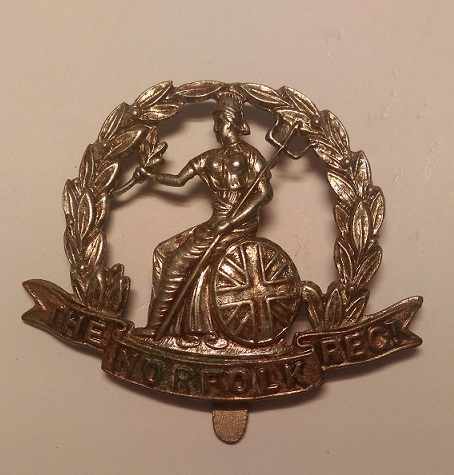
Кокарда Кроролівського Норфолкського полку, в якому служив Вільям Сент-Джордж Наджент.

Вільям Сент-Джордж Наджент (англ. - William St George Nugent) (28 листопада 1832 – 31 травня 1883) – Х граф Вестміт, ірландський аристократ, лорд Делвін, пер Ірландії, військовий діяч, ветеран Кримської війни, шериф Голвей.

## Життєпис
Вільям Сент-Джордж Наджент син Ентоні Френсіса Наджента – ІХ графа Вестміт та Енн Кетрін Дейлі. Вільям Сент-Джордж Наджент отримав освіту в Оскотт коледжі (місто Саттон Колфілд, графство Ворікшир, Англія). 14 травня 1852 року він пішов служити в британську армію – служив спочатку прапорщиком (англ. - ensigncy) в 9-му піхотному полку (Королівському Норфолкському полку). 6 червня 1854 року він отримав звання лейтенанта, брав участь у Кримській війні (1853 - 1856) – воював з москалями, брав участь в облозі Севастополя, брав участь у невдалому наступі на так званий «Великий бастіон» (ІІІ бастіон). 13 червня 1856 року він отримав звання капітана. У травні 1861 року він звільнився з армії – пішов у відставку. На цивільній службі він служив на посаді шерифа графства Голвей у 1875 році. 12 травня 1879 році він успадкував титули свого батька. 

## Родина
Вільям Сент-Джордж Наджент одружився з Маргарет Блейк з Фурбо (графство Голвей) у липні 1866 року. У цьому шлюбі біли діти: три дочки, що померли молодими та ще 1 дочка і 3 сини:
- Леді Емілі Тереза Наджент (пом. 23 вересня 1935) – одружилась з бригадним генералом Гардінером Хамфрісом (пом. 1906).
- Ентоні Френсіс Наджент (11 січня 1870 – 12 грудня 1933) – ХІ граф Вестміт.
- Вільям Ендрю Наджент (11 березня 1876 – 29 травня 1915) – одружився з Кетлін Стонер (пом. 1955)
- Гілберт Чарльз Наджент (9 травня 1880 – 20 листопада 1971) – ХІІ граф Вестміт.